# 矢地健人
矢地 健人（やち けんと、1988年1月15日 - ）は、 富山県新湊市（現在の射水市）出身の元プロ野球選手（投手）。

## 経歴

### プロ入り前
高岡第一高時代は、3年次の夏に県大会準優勝となる。在学中の甲子園出場は果たせなかった。
高校卒業後は、高岡法科大学に進学し北陸大学野球連盟に加盟している硬式野球部でプレー。4年次には、春季リーグ戦で防御率0.69で10年振りの優勝に貢献、秋はベストナインを受賞。
2009年のプロ野球ドラフト会議で中日ドラゴンズから育成1巡目で指名を受けたことを機に、育成選手として入団した。背番号は212。

### 中日時代
2010年には、春季キャンプやオープン戦などで高い評価を受けたことから、公式戦開幕直後の4月5日に支配下選手登録へ移行。これを機に、背番号を59 へ変更した。育成ドラフトで入団した選手が、入団1年目に支配下選手として登録されるのは、球団史上初の事例であった。同月16日に一軍に昇格すると、18日の対広島東洋カープ戦（マツダスタジアム）8回裏に、5番手投手として一軍初登板。1死を取った後に、梵英心の頭部へに死球を当てたため、球審から危険球による退場処分を受けた。結局、一軍公式戦への登板は、この1試合にとどまっている。
2011年には、ウエスタン・リーグ公式戦でチームトップの45試合に登板。チームトップタイの14セーブを挙げた。また、一軍公式戦には2試合に登板。10月20日の対広島戦（マツダスタジアム）で、一軍初ホールドを記録した。
2013年には、一軍公式戦で入団後最多の9試合に登板。1ホールドを記録した。
2014年には、一軍公式戦への登板機会がなく、10月1日に球団から戦力外通告を受けた。しかし、通告後に千葉ロッテマリーンズの秋季キャンプへ参加。入団テストでの合格を経て、12月3日に入団契約を結んだ。背番号は58で、年俸は500万円（推定）。

### ロッテ時代
2015年には、5月3日に移籍後初の出場選手登録。翌4日の対福岡ソフトバンクホークス戦（福岡ヤフオクドーム）で移籍後初・自身2年振りの一軍公式戦登板を果たすと、10試合の登板で1ホールドを記録したが、10月3日に球団から戦力外通告を受けた。

### ロッテ退団後
2015年11月10日には、シートバッティング形式の12球団合同トライアウト（草薙球場）に参加。打者3人との対戦で1安打を浴びたが、トライアウトの直後に、新日鐵住金東海REXから入団テストへの参加を打診される。このテストに合格したことから、母体企業である新日鉄住金名古屋製作所で正社員として勤務しながら、東海REXでプレーを続けていた。2017年11月18日に自身のインスタグラムにて引退を発表した。引退後も正社員としての勤務を継続している。
2019年8月10日、YouTubeチャンネルを開設。自身が野球について一人で語る動画を投稿し、髙橋聡文や福田永将らがゲスト出演する動画も投稿していた。矢地以外の元プロ野球選手のYouTube配信が活発になってきたことから、2020年春頃よりYouTubeチャンネルへの本格的な動画投稿は停止し、配信活動の場をふわっちに移した。
2020年12月29日放送の『SASUKE2020』（第38回大会）に参戦が決定。ゼッケン番号は28。番組による出場者紹介動画では「ふわっちライバー/元プロ野球選手」と表記された。結果はファーストステージの第4エリア「フィッシュボーン」でリタイア。なお、番組本編では矢地の出場シーンは放送されなかった。

## 選手としての特徴・人物
サイドスローから繰り出す、最速152km/h（2011年4月29日の王子製紙戦で記録）のストレートが最大の武器。変化球は、主にスライダー・フォークなどを投げる。
ロッテ退団の直後から東海REXへの入団決定直後までの期間には、『プロ野球戦力外通告・クビを宣告された男達』（TBS）のスタッフが矢地一家への密着取材を実施。2015年12月30日には、その模様がTBS系列で放送された。
プライベートでは、中日時代の2014年4月17日に結婚した。同年のシーズン終了後に結婚式を挙げる予定だったが、矢地が中日から戦力外通告を受けたことや、妻が第1子を懐妊したことから予定を延期（11月21日に第1子が誕生）。ロッテ移籍後の2015年には、シーズン終了後の12月に結婚式を計画していた。その2ヶ月前にロッテから自身2度目の戦力外通告を受けた矢地は、「無職のままで結婚式を迎えることだけは避けたい」という一心で、2年続けて12球団合同トライアウトに参加。東海REXへの入団を機に新日鐵住金の正社員に採用されることが決まったため、2年越しの結婚式に漕ぎ着けた。

## 詳細情報

### 年度別投手成績
| 年 度     | 球 団     | 登 板 | 先 発 | 完 投 | 完 封 | 無 四 球 | 勝 利 | 敗 戦 | セ 丨 ブ | ホ 丨 ル ド | 勝 率 | 打 者 | 投 球 回 | 被 安 打 | 被 本 塁 打 | 与 四 球 | 敬 遠 | 与 死 球 | 奪 三 振 | 暴 投 | ボ 丨 ク | 失 点 | 自 責 点 | 防 御 率 | W H I P |
| --------- | --------- | ----- | ----- | ----- | ----- | -------- | ----- | ----- | -------- | ----------- | ----- | ----- | -------- | -------- | ----------- | -------- | ----- | -------- | -------- | ----- | -------- | ----- | -------- | -------- | ------- |
| 2010      | 中日      | 1     | 0     | 0     | 0     | 0        | 0     | 0     | 0        | 0           | ----  | 3     | 0.1      | 1        | 0           | 0        | 0     | 1        | 0        | 0     | 0        | 0     | 0        | 0.00     | 3.00    |
| 2011      | 中日      | 2     | 0     | 0     | 0     | 0        | 0     | 0     | 0        | 1           | ----  | 12    | 2.0      | 4        | 0           | 2        | 0     | 0        | 0        | 0     | 0        | 2     | 2        | 9.00     | 3.00    |
| 2012      | 中日      | 5     | 0     | 0     | 0     | 0        | 0     | 0     | 0        | 0           | ----  | 33    | 8.1      | 5        | 1           | 2        | 0     | 0        | 7        | 0     | 0        | 3     | 2        | 2.16     | 0.84    |
| 2013      | 中日      | 9     | 0     | 0     | 0     | 0        | 0     | 0     | 0        | 1           | ----  | 45    | 11.2     | 9        | 2           | 1        | 0     | 1        | 9        | 1     | 1        | 5     | 5        | 3.86     | 0.94    |
| 2015      | ロッテ    | 10    | 0     | 0     | 0     | 0        | 0     | 0     | 0        | 1           | ----  | 54    | 12       | 16       | 2           | 2        | 0     | 1        | 11       | 0     | 0        | 6     | 6        | 4.50     | 1.58    |
| 通算：5年 | 通算：5年 | 27    | 0     | 0     | 0     | 0        | 0     | 0     | 0        | 3           | ----  | 147   | 34.1     | 35       | 5           | 7        | 0     | 3        | 27       | 1     | 1        | 16    | 15       | 3.93     | 1.22    |

### 記録
- 初登板：2010年4月18日、対広島東洋カープ6回戦（MAZDA Zoom-Zoom スタジアム広島）、8回裏に5番手で救援登板、1/3回無失点
- 初ホールド：2011年10月20日、対広島東洋カープ24回戦（MAZDA Zoom-Zoom スタジアム広島）、4回裏に2番手で救援登板、1回無失点
- 初奪三振：2012年9月14日、対広島東洋カープ21回戦（MAZDA Zoom-Zoom スタジアム広島）、7回裏に梵英心から見逃し三振

その他の記録
- プロ初登板での危険球退場：初登板参照、8回裏に梵英心に頭部死球 ※史上2人目

### 背番号
- 212 （2010年 - 2010年4月4日）
- 59 （2010年4月5日 - 2014年）
- 58 （2015年）

### 登場曲
- 「あなただけ見つめてる」大黒摩季（2014 - 2015年）